# Parvospeonomus
Parvospeonomus es un género de escarabajos de la familia Leiodidae.

## Especies
Se reconocen las siguientes:
- Parvospeonomus canyellesi
- Parvospeonomus delarouzei
- Parvospeonomus urgellesi
- Parvospeonomus vilarrubiasi